# Шымкентский шинный завод
«Шымкентский шинный завод» (каз. Шымкент шина зауыты) — крупнейшее предприятие по выпуску шин располагавшееся в городе Шымкенте, единственное в Казахстане. Входит в состав корпорации «Ордабасы».

## История
Завод был запроектирован Ленинградским Проектным институтом № 1. После окончания строительных работ в 1976 году выдал свою первую продукцию. Производственные корпуса расположились на 160 га. Для теплоэнергоснабжения шинного и нефтеперерабатывающего заводов рядом была построена ТЭЦ-3. После распада СССР был приватизирован и перешел в частную собственность компании «Петроказ ЛТД», несколько лет не функционировал. С сентября 2004 года новым владельцем завода стала алматинская корпорация «Ордабасы». При финансовой поддержке Правительства РК в обновление производства было вложено более 40 миллионов долларов. Установлены технологические линии лучших фирм Германии, Италии, Франции, США. Усилен контроль за качеством выпускаемой продукции путем внедрения международных стандартов и комплексных информационных технологий. Проектная мощность завода составляет три миллиона автопокрышек и пять миллионов автокамер в год. В 2005 году завод выпустил продукции на 2,5 миллиарда тенге. На предприятии трудилось 2 тысячи 893 человека.
В 2007 году завод прекратил работу и был закрыт, несмотря на постоянно растущие потребности автомобильного рынка Республики Казахстан. Было решено его снести и построить новый завод только легковых шин в Астане.
Производственные цеха и здания завода стали сдаваться в аренду.